# Abhayāpuri
Abhayāpuri är en ort i Indien.   Den ligger i distriktet Bongaigaon och delstaten Assam, i den östra delen av landet, 1 400 km öster om huvudstaden New Delhi. Abhayāpuri ligger 44 meter över havet och antalet invånare är 15 802.
Terrängen runt Abhayāpuri är platt. Runt Abhayāpuri är det tätbefolkat, med 819 invånare per kvadratkilometer. Närmaste större samhälle är Goālpāra, 17,2 km söder om Abhayāpuri. Trakten runt Abhayāpuri består till största delen av jordbruksmark.